# Muara Santan
Muara Santan is een bestuurslaag in het regentschap Bengkulu Utara van de provincie Bengkulu, Indonesië. Muara Santan telt 2067 inwoners (volkstelling 2010).